# 巴倫福克鎮區 (密蘇里州歐扎克縣)
巴倫福克鎮區（英語：Barren Fork Township）是位於美國密蘇里州歐扎克縣的一個行政鎮區。

## 地方資料
巴倫福克鎮區的面積為117.70平方千米，當中陸地面積為117.68平方千米，而水域面積為0.01平方千米。根據2020年美國人口普查的數據，當地共有人口345人，而人口密度為每平方千米2.93人。